# خريستوس بانيكاس
خريستوس بانيكاس Hristodoulos Banikas (ولد في 20 مايو 1978) لاعب شطرنج يوناني يحمل لقب أستاذ كبير.
- فاز ببطولة اليونان تحت 12 سنة عام 1990، وتحت 16 سنة عام 1993، وتحت 20 سنة عام 1996.
- فاز ثماني مرات ببطولة اليونان للشطرنج.
- حصل على لقب أستاذ كبير عام 2001.
- فاز ببطولة أوروبا للشطرنج السريع عام 2002 في بانورمو في كريت، متعادلا مع سيرغي موفسيسيان.
- فاز ببطولة البلقان الفردية الثانية في إسطنبول.
- يشتهر بدخوله إلى تعقيدات تكتيكية. بالأسود يلعب الدفاع الصقلي ضد 1.e4 . وبالأبيض يفضل 1.d4 لكنه يمكن أن يبدأ بــــ 1.Nf3 أو 1.c4.

## وصلات خارجية
- خريستوس بانيكاس على موقع الاتحاد الدولي للشطرنج (الإنجليزية)
- خريستوس بانيكاس على موقع مباريات الشطرنج (الإنجليزية)
- خريستوس بانيكاس على موقع 365Chess.com (الإنجليزية)
- خريستوس بانيكاس على موقع Chesstempo.com (الإنجليزية)
- خريستوس بانيكاس على موقع اتحاد المراسلات الدولية للشطرنج (الإنجليزية)
- خريستوس بانيكاس سجل أولمبياد الشطرنج على موقع OlimpBase.org (الإنجليزية)